# Дубовский, Яков Калинович
Яков Калинович Дубовский — советский литовский хозяйственный деятель (строитель), Герой Социалистического Труда.
Cпециализировался на различных видах отделочных работ: штукатурке, фигурных карнизах, напольных покрытиях, гидроизоляции, искусственному мрамору. По его предложению была разработана принципиально новая технология отделки стен и колонн в общественных зданиях оселковым мрамором с заменой дорогостоящих и дефицитных материалов и пигментов обычными и более дешёвыми материалами. 

## Биография
Родился в 1907 году в деревне Юдакишкес Смолвенской волости Новоалександровского уезда Ковенской губернии. Член КПСС с 1951 года
В 1921—1948 — строитель, мастер-отделочник, специалист по искусственному мрамору на стройках в Каунасе.
В 1948—1960 — бригадир на стройках в тресте «Вильнюсстрой» Министерства строительства Литовской ССР.
В 1960—1987 — руководитель, инструктор группы мастеров-отделочников треста «Оргтехстрой» Министерства строительства Литовской ССР.
Указом Президиума Верховного Совета СССР от 11 августа 1966 года присвоено звание Героя Социалистического Труда с вручением ордена Ленина и золотой медали «Серп и Молот».
Умер в 1987 году в Вильнюсе.

## Награды и звания
- Герой Социалистического Труда (11.08.1966)
- Орден Ленина (11.08.1966)
- Орден Трудового Красного Знамени (09.08.1958, 07.05.1971)
- Орден Знак Почёта (20.07.1950)